# Adra (Syria)
Adra (arab. ‏عدرا‎) – miasto w Syrii w muhafazie Damaszku. W spisie ludności w 2004 roku liczyło 20 559 mieszkańców.

## Historia
Być może biblijne Hadrach (hebr. ‏חַדְרָךְ‎) wzmiankowane w Księdze Zachariasza.

### Wojna w Syrii
W nocy z 12 na 13 grudnia 2013 miasto zostało zaatakowane przez sunnickich terrorystów z formacji Dżajsz al-Islam i Dżabhat an-Nusra, którzy następnie zamordowali tam grupę szyitów i chrześcijan. Ofiarami tej zbrodni na tle religijnym padło – według różnych danych – od 32 do 100 osób.
Aby zapobiec dalszym masakrom, Siły Zbrojne Syrii ewakuowały z Adry 6000 mieszkańców. Armia odbiła miejscowość we wrześniu 2014 roku.